# Prokas
Prokas – postać mitologiczna, król miasta Alba Longa, syn Aventinusa, ojciec Numitora i Amuliusa, pradziad Romulusa i Remusa, założycieli Rzymu.